# Sukhoi Su-80
Sukhoi Su-80 là một máy bay vận tải 2 tua bin phản lực, hai xà dọc ở cánh máy bay và có thể thực hiện khả năng STOL của Nga.

## Phát triển
4 mẫu máy bay S-80 đã được xây dựng, một khung máy bay thử nghiệm tĩnh, một mẫu có thể bay, một mấy đúng kích thước và một khung máy bay thí nghiệm độ bền cơ học. Máy bay 01-02 thực hiện chuyến bay đầu tiên của nó vào ngày 4 tháng 9-2001.
Thiết kế của máy rất giống với Scaled Composites ATTT và Rockwell OV-10 của Mỹ.

## Phiên bản

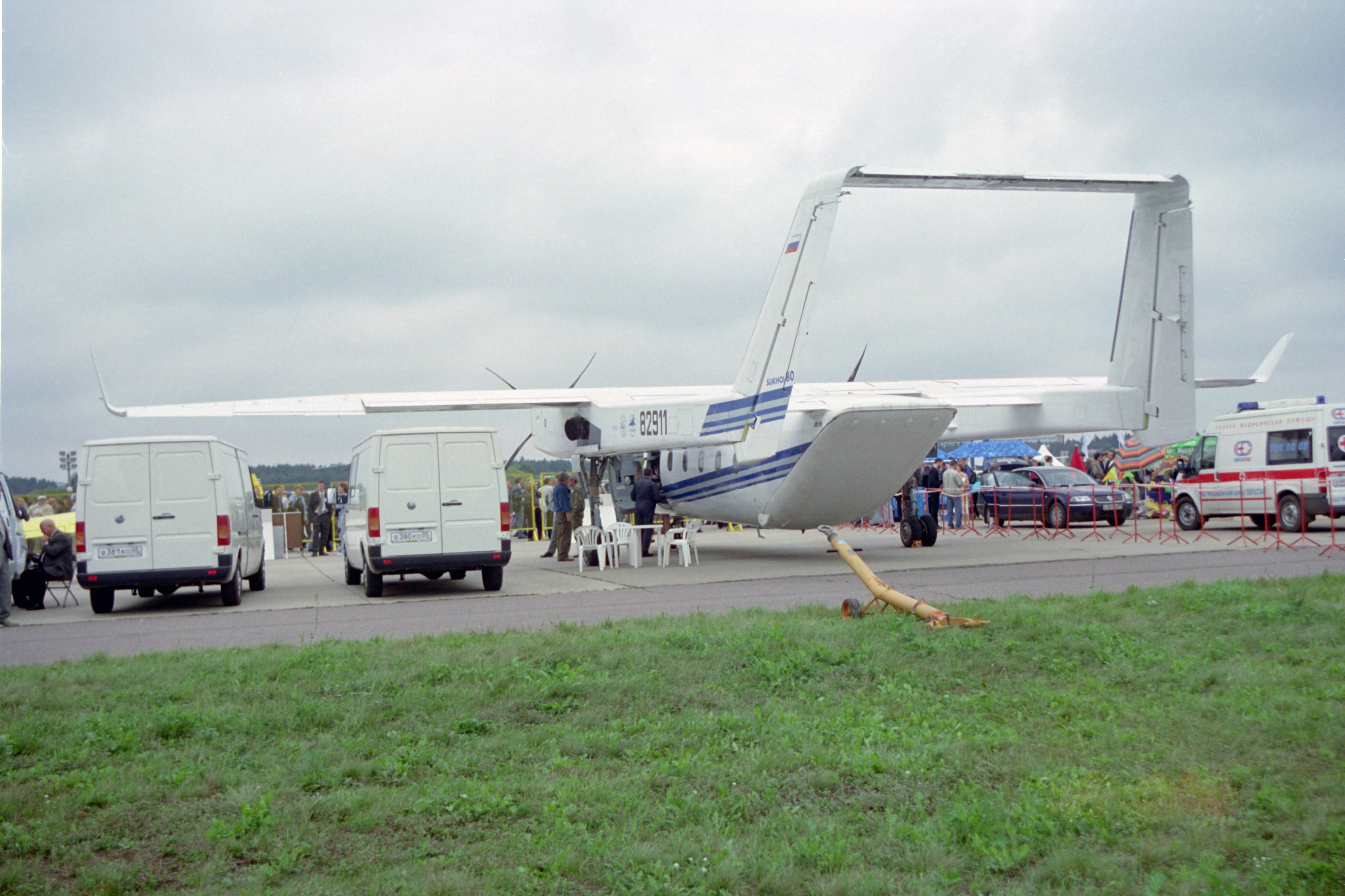
S-80 (nhìn từ phía sau) tại Zhukovski năm 2003

Có 2 mô hình khác của Su-80. bốn máy bay đầu tiên của một thiết kế thân máy bay ngắn, trong khi những mẫu thứ 5,6,7 được làm dài ra 4 ft 7 in (1.4 m) cho phép tăng thêm chỗ cho hành khách.
- Su-80GP:
- Su-80PG:
- Su-80GP-100:
- Su-80P:
- Su-80PT:
- Su-80TD:
- Su-80M:
- Su-80A:
- Su-80R:
- Su-80GR:

## Hoạt động
8 máy bay trong giai đoạn sản xuất thứ 2 (quyết định đầu tiên), lô đầu tiên được đánh riêng để giao đến những khách hàng.

### Các hãng hàng không dân dụng
Blagoveshchensk Airlines, ChukotAvia, Dalavia, Petropavlovsk-Kamchatski Aviation Enterprise, và Polar Airlines có thỏa thuận sơ bộ được ký để mua những máy bay này. Xưởng chế tạo máy bay hàng không KnAAPO được mong sẽ cho ra mắt những chiếc Su-80 đầu tiên đến khách hàng.

### Các đơn vị quân đội
Biên phòng Kazakhstan có một hợp đồng mua 10 chiếc Su-80, trong khi Không quân Quân giải phóng Nhân dân Trung Quốc, Không quân Jordan, Không quân Hoàng gia Malaysia và Không quân Hàn Quốc đều đang biểu thị sự quan tâm đến loại máy bay này.

## Thông số kỹ thuật (Su-80GP)
Dữ liệu {Sukhoi}

### Đặc điểm riêng
- Phi đoàn: 2
- Sức chứa hành khách: 26-30
- Chiều dài: 16.86 m (55 ft 4 in)
- Sải cánh: 23.16 m (75 ft 12 in)
- Chiều cao: 5.58 m (18 ft 4 in)
- Diện tích cánh: 44.36 m²
- Trọng lượng rỗng: 6.500 kg
- Trọng lượng tải: 2.730 kg

Sukhoi Su-80

- Trọng lượng cất cánh tối đa: 14.200 kg
- Động cơ: 2× động cơ tua bin General Electric CT7-9B, công suất 1400 kW mỗi chiếc

### Hiệu suất bay
- Vận tốc cực đại: 535 km/h
- Tầm bay: 700 km
- Trần bay: 6000 m
- Vận tốc lên cao: n/a
- Lực nâng của cánh: n/a
- Lực đẩy/trọng lượng: n/a